# Das deutsche Hygiene-Museum in der DDR
Das deutsche Hygiene-Museum in der DDR ist ein Dokumentarfilm des DEFA-Studios für Dokumentarfilme aus dem Jahr 1981.

## Handlung
Neben vielen weltbekannten bedeutenden Einrichtungen besitzt die Stadt Dresden mit dem deutschen Hygiene-Museum der DDR, eine einmalige Einrichtung, ein Haus im Dienste der Volksgesundheit. Es ist das leitende Haus im Dienste der Gesundheitserziehung, von hier aus werden die neuesten wissenschaftlichen Erkenntnisse zur Erhaltung der Gesundheit verbreitet. Das Museum zeigt auch Sonderausstellungen, wie optische und medizinische Geräte aus dem VEB Carl Zeiss Jena, im Vordergrund stehen jedoch aktuelle Themen, wie zum Beispiel Herz-Kreislauf-Erkrankungen. Auch werden im Interesse einer gesunden Erziehung die Probleme der Sexualbiologie sowie Sexualhygiene offen, sachlich und ohne Scheu besonders jungen Menschen nahegebracht, wie eine Lehrerin lobend erwähnt, die mit ihrer Klasse das Museum besucht. Während des Rundgangs von Einzelbesuchern, Familien und auch ganzen Gruppen, ist besonders das Berühren und Benutzen der einzelnen Ausstellungsstücke erwünscht, um sein Wissen zu testen. Vorträge zu speziellen Themen können von den Interessenten selbst abgefordert werden. 
Die Geschichte des Hygiene-Museums geht zurück bis in das Jahr 1911, als in Dresden die erste Internationale Hygieneausstellung stattfindet, die in sechs Monaten von mehr als fünf Millionen Menschen aus aller Welt besucht wird. Nachdem zum Abschluss der Ausstellung die meisten Gebäude wieder abgerissen werden, bleibt die Ausstellung Der Mensch erhalten, die den Grundstock für das spätere Hygiene-Museum bildet. Da die Inflation 1923 alle Mittel verschlingt, beginnt man damit, die vorhandenen Exponate nachzubauen und in alle Welt zu verkaufen. So kann bereits 1927 der Grundstein für ein eigenes neues Gebäude gelegt werden, in welchem 1930 die zweite internationale Hygieneausstellung eröffnet wird. Im Mittelpunkt des Interesses aller Besucher steht der erstmals gezeigte und inzwischen weltbekannte Gläserne Mensch. Nach den Bombenangriffen auf Dresden, bleiben von all den Schätzen des Museums fast nur noch Trümmer übrig. 
Trotz der Zerstörungen arbeiten die Mitarbeiter weiter, indem sie Wanderausstellungen zu den wichtigsten Problemen der damaligen Zeit aufbauen. Dazu gehören Infektionskrankheiten, die sich nach dem Zweiten Weltkrieg seuchenartig ausbreiten, während das Museum mit seiner Aufklärung bei deren Bekämpfung hilft. Mit der Gründung der DDR übernimmt das Museum umfassende Aufgaben in der Gesundheitspolitik des Staates. Die gläsernen Figuren, die einzeln und in Handarbeit angefertigt werden, sind wieder in der ganzen Welt gefragt. In einem der hauseigenen Institute werden für Schulen und andere Ausbildungsstätten Modelle in Originalgröße hergestellt, auch für den Export in 70 Staaten. Für Fachtagungen und Kongresse stehen im Museum vier Säle unterschiedlicher Größe zur Verfügung. Die Devise des Museums lautet, dass es besser ist, Krankheiten zu verhindern, statt sie zu heilen.

## Produktion und Veröffentlichung
Das deutsche Hygiene-Museum in der DDR wurde im Auftrag des Ministeriums für Auswärtige Angelegenheiten der DDR von der KAG camera DDR unter dem Arbeitstitel Hygiene-Museum auf ORWO-Color gedreht. 